# Heinrich Scharff
Carl Heinrich Ludwig Scharff, auch Heinrich Carl Ludwig Scharff (* 24. Juni 1803 in Grevesmühlen; † 22. Dezember 1877 in Schwerin) war ein deutscher evangelisch-lutherischer Theologe, Pastor und Parlamentarier.

## Leben
Heinrich Scharff, Sohn des Chirurgen Heinrich Christoph Scharff (1729–1816) und dessen aus Wismar stammenden Frau Luise Dorothea, geb. Bohse, besuchte die Große Stadtschule Wismar. 1822 begann er an der Universität Rostock sein Studium der Theologie. 1829 erhielt er auf Vorschlag des Patronatsherren von Barner seine erste Pfarrstelle als Pastor an der Dorfkirche Jesendorf. Von 1837 bis zur Emeritierung 1876 war er an der Dorfkirche in Blücher als Pastor tätig und verlebte anschließend seinen Ruhestand in Schwerin.
Politisch betätigte Scharff sich 1848/1849 und wurde 1848 als Abgeordneter in die Mecklenburgische Abgeordnetenversammlung im Wahlkreis Mecklenburg-Schwerin 2 (Blücher) gewählt.
Heinrich Scharff war dreimal verheiratet: seit 18. Juli 1834 mit Sophie Marie Henriette, geb. Schondorff (1810–1847), Tochter eines Teterower Advokaten; seit 27. September 1849 mit Doris, geb. Fahrenheim (1811–1860), Tochter eines Geheimen Kammerkanzlisten aus Schwerin und seit 19. November 1863 mit Auguste Charlotte, geb. Schondorff (1814–1883), einer Schwester der ersten Frau. Lediglich aus seiner ersten Ehe ist eine Tochter bekannt. Scharffs ältere Schwester Wilhelmine, verheiratet mit dem Pastor Wilhelm Kuntze in Roggenstorf, war die Schwiegermutter des Dichters Fritz Reuter.